# Ускопле (Хърватия)
Ускопле (на хърватски: Uskoplje) е село в Хърватия, разположено в община Конавле, Дубровнишко-неретванска жупания. Намира се на 220 метра надморска височина. Населението му според преброяването през 2011 г. е 136 души. При преброяването на населението през 1991 г. има 128 жители, от тях 127 (99,21 %) хървати и 1 (0,78 %) сърбин.

## Население
Численост на населението според преброяванията през годините:
- 1857 – 202 души
- 1869 – 207 души
- 1880 – 197 души
- 1890 – 225 души
- 1900 – 218 души
- 1910 – 218 души
- 1921 – 206 души
- 1931 – 181 души
- 1948 – 183 души
- 1953 – 182 души
- 1961 – 161 души
- 1971 – 136 души
- 1981 – 137 души
- 1991 – 128 души
- 2001 – 124 души
- 2011 – 136 души